# Helge Harder
Helge Harder (Copenhaguen, 28 d'abril de 1908 - 1962) va ser un ciclista danès. Es dedicà al ciclisme en pista i va guanyar el Campionat del món amateur en velocitat del 1931.

## Palmarès
- 1930
  -  Campió de Dinamarca amateur en velocitat
- 1931
  -  Campió del món en Velocitat amateur
  -  Campió de Dinamarca amateur en velocitat